# David Suchet
Pour les articles homonymes, voir Suchet.
David Suchet (prononcé [suːʃeɪ]) est un acteur britannique né le 2 mai 1946 à Paddington (Londres).
Il est connu du grand public pour avoir joué le rôle du détective belge Hercule Poirot dans la série télévisée de même nom de 1989 à 2013. Il est également un comédien de théâtre reconnu, ayant été membre de la Royal Shakespeare Company pendant treize ans, et a joué dans de nombreux films, téléfilms et séries britanniques, comme Maxwell (en) pour lequel il a reçu un International Emmy Award du meilleur acteur en 2008.

## Biographie

### Enfance et formation
David Suchet naît le 2 mai 1946 dans le quartier de Paddington à Londres. Sa mère, Joan Patricia (née Jarché), est actrice, et son père, Jack Suchet (en), est un médecin de Harley Street, spécialisé en gynécologie et obstétrique : celui-ci a quitté l'Afrique du Sud pour l'Angleterre en 1932, et a intégré la St Mary's Hospital Medical School de Londres en 1933 ; il est notamment connu pour avoir un temps travaillé sous la direction d’Alexander Fleming, le découvreur de la pénicilline,,. David Suchet a deux frères : John Suchet (en), présentateur de télévision et de radio, et Peter Suchet.
Du côté de sa mère, David Suchet a un quadrisaïeul, George Jezzard, qui était capitaine de navire (master mariner). Il était aux commandes d'un brick nommé Hannah qui sombra lors d'une tempête au large de Yarmouth le 28 mai 1860. Ses arrière-grands-parents, Arnold Jarchy et Amélie Salomon, étaient des Juifs originaires de Russie, ayant vécu à Paris, puis ayant émigré en Angleterre dans les années 1870-1880. Leur fils, Jimmy Jarché, grand-père de David Suchet, était un photographe qui s'est fait connaître pour avoir pris le premier cliché d'Édouard VIII et Wallis Simpson,.
Du côté de son père, David Suchet a des arrière-grands-parents, Yankel (Jacob) et Beila Shokhet, qui étaient des Juifs ayant vécu vers 1866 à Tryškiai dans l'Empire russe (actuelle Lituanie). Ils avaient trois enfants qui seraient nés à Kretinga : Benjamin, Joseph et Izidor, le grand-père de David Suchet. La famille se trouve alors dans la zone de résidence, région à l'ouest de l'Empire russe où les Juifs étaient cantonnés. Pour en sortir, la famille prend la nationalité turque et traverse la frontière pour vivre à Memel dans le Royaume de Prusse (actuelle Klaipėda en Lituanie). Les trois fils déménagent en Afrique du Sud en 1896. Le nom de famille d'origine était « Shokhet », du mot hébreu shochet signifiant boucher kacher. Il est ensuite germanisé en « Suchedowitz », puis simplifié par Izidor en « Suchet ».
David Suchet étudie à l'école Grenham House de Birchington-on-Sea, dans le Kent, puis à la Wellington School de Wellington, dans le Somerset. À 14–15 ans, son professeur d'anglais le repère après l'avoir entendu lire à voix haute et lui propose de jouer Macbeth pour le spectacle de l'école. Il apprécie l'expérience et décide à 16 ans de rejoindre le National Youth Theatre. Il étudie à la London Academy of Music and Dramatic Art (LAMDA) dont il sort diplômé en 1969,.

### Les débuts
Après ses études, il devient assistant metteur en scène au Gateway Theatre (en) à Chester. Il y fait ses débuts en tant qu'acteur en 1969 dans Au bois lacté de Dylan Thomas. Il y revient jouer en 1972 dans En attendant Godot de Samuel Beckett et en 1975 dans Habeas Corpus (en) d'Alan Bennett. En 1973, il rejoint la Royal Shakespeare Company avec laquelle il travaille pendant treize ans. Il joue dans de nombreuses pièces : il est Achille dans Troïlus et Cressida, Caliban dans La Tempête, Mercutio et Tybalt dans Roméo et Juliette, Orlando dans Comme il vous plaira, Iago dans Othello, Shylock dans Le Marchand de Venise et le fou dans Le Roi Lear,.
Il fait ses premiers pas à la télévision en 1966 dans la série télévisée Jackanory (en). Il obtient des rôles secondaires dans plusieurs séries ou mini-séries telles que Public Eye (en) en 1971, Poigne de fer et séduction en 1973, Les Professionnels en 1978, Oppenheimer (en) en 1980, Reilly, Ace of Spies (en) en 1983, Mussolini: The Untold Story (en) en 1985 et Bizarre, bizarre en 1988. Il apparait également dans des téléfilms : Le Conte de deux cités (en) en 1980, adapté du roman homonyme de Charles Dickens, Le Bossu de Notre-Dame en 1982, Le Couteau sur la nuque en 1985 où il incarne l'inspecteur Japp face à Peter Ustinov en Hercule Poirot, et L'Impossible Alibi en 1987. En 1986, il reçoit un Royal Television Society Award du meilleur acteur pour les mini-séries Freud (en), où il incarne le Dr Sigmund Freud, et Blott on the Landscape (en), ainsi que pour le téléfilm A Song for Europe de John Goldschmidt (en).
Il fait ses débuts sur grand écran dans deux courts-métrages : The Quality Connection en 1977 et Wings of Ash : Pilot for a Dramatization of the Life of Antonin Artaud en 1978. Ensuite, il enchaîne les seconds rôles dans des longs métrages tels que Drôle de missionnaire en 1982, Greystoke, la légende de Tarzan en 1984, Le Jeu du faucon en 1985, Aigle de fer en 1986, Bigfoot et les Henderson en 1987, Le Complot et L'Île aux baleines en 1989. Il se voit nommé au BAFTA du meilleur acteur dans un second rôle pour son rôle dans Un monde à part de Chris Menges en 1988.

### Période Hercule Poirot (1989-2013)

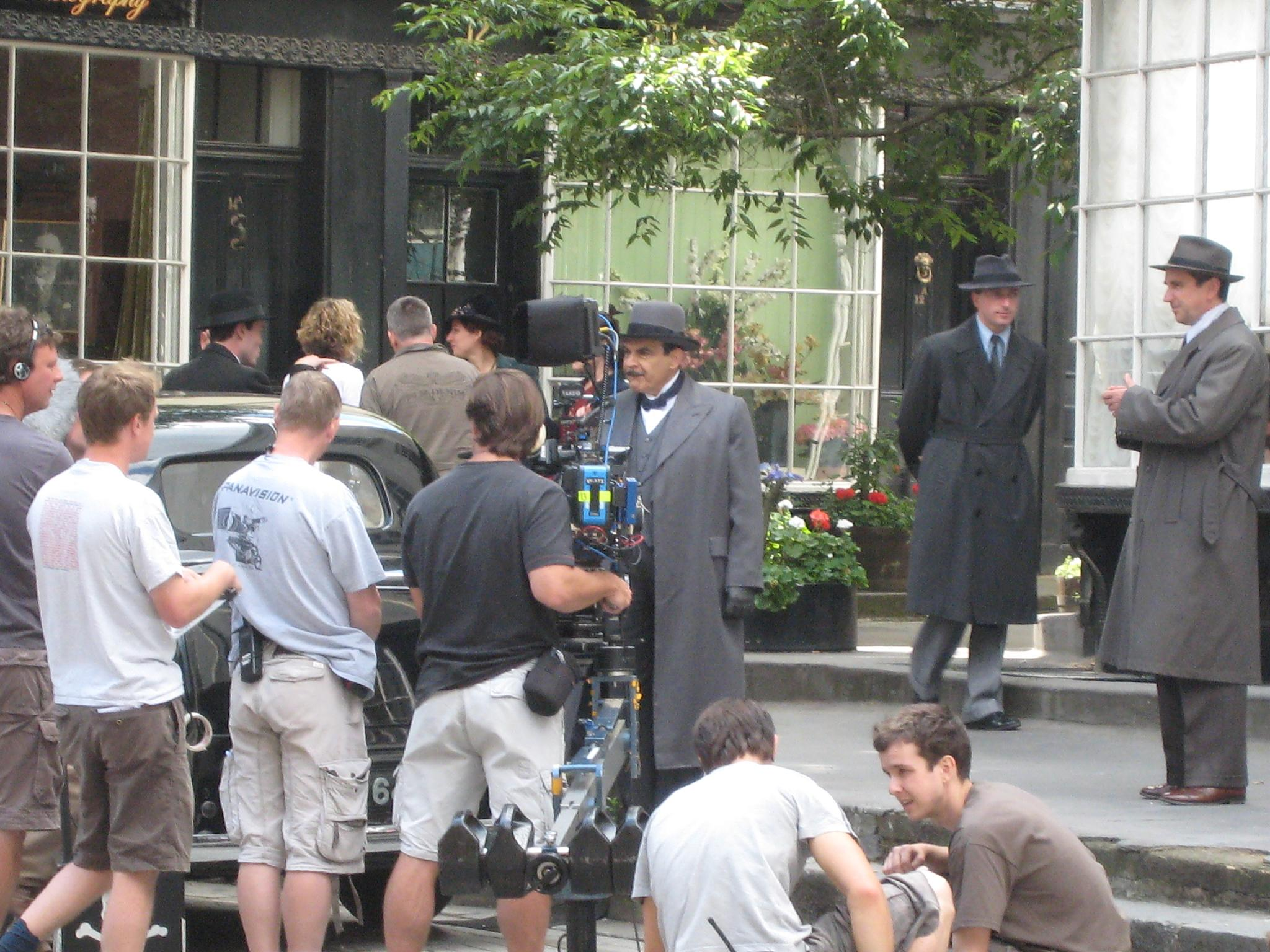
David Suchet sur le tournage de la série Hercule Poirot en 2009 à Londres.

En 1988, David Suchet est contacté par des producteurs qui lui proposent d'incarner le célèbre détective Hercule Poirot dans une nouvelle série d'ITV. L'idée vient de la famille d'Agatha Christie qui l'a repéré dans la mini-série Blott on the Landscape (en). L'acteur accepte sans savoir qu'il tiendra le rôle du détective belge pendant 24 ans, de 1989 à 2013, dans la série Hercule Poirot. En préparation du rôle, il lit tous les romans concernant le détective et note toutes ses caractéristiques et habitudes, comme le nombre de morceaux de sucre dans son café. Il travaille sa démarche (des petits pas rapides) ainsi que sa voix (de l'anglais avec un léger accent entre français et belge). Grâce à ce rôle, il devient connu à travers le monde et s'impose comme le meilleur interprète du personnage dans l'esprit du public,,. Il est nommé au BAFTA du meilleur acteur en 1991, au Satellite Award du meilleur acteur dans une mini-série ou un téléfilm en 2010 et en 2014, et remporte un Online Film Critics Society Award du meilleur acteur dans un téléfilm ou une mini-série en 2015.
En parallèle de son rôle d'Hercule Poirot, il incarne de nombreux autres personnages illustres dans des téléfilms : Aaron dans Moïse en 1995, le producteur américain Louis B. Mayer dans RKO 281 : La Bataille de Citizen Kane en 1999, le Baron Christian Friedrich von Stockmar dans Victoria and Albert en 2001, le cardinal Thomas Wolsey dans Henry VIII (en) en 2003, et le chasseur de vampires Abraham Van Helsing dans Dracula en 2006. En 2007, il joue le magnat de la presse Robert Maxwell dans Maxwell (en) de Colin Barr et se voit récompensé d'un Broadcasting Press Guild Award et d'un International Emmy Award du meilleur acteur. En 2001, il joue dans la mini-série The Way We Live Now (en), adaptée du roman Quelle époque ! d'Anthony Trollope, et se voit récompensé d'un Royal Television Society Award et d'un Broadcasting Press Guild Award du meilleur acteur, et nommé au BAFTA du meilleur acteur. De 2001 à 2002, il tient le rôle principal de la série NCS: Manhunt (en). Il apparait également dans plusieurs mini-séries : Timbré en 2010, Hidden et De grandes espérances en 2011, adaptée du roman éponyme de Charles Dickens, et The Hollow Crown en 2012.
Au théâtre, il joue dans Oleanna de David Mamet en 1993 et dans Qui a peur de Virginia Woolf ? d'Edward Albee en 1996. Il reçoit respectivement un Variety Club Award du meilleur acteur et un Critics Circle Award. En 1999, il fait ses débuts à Broadway dans le rôle d'Antonio Salieri dans Amadeus de Peter Shaffer. Il est récompensé d'un nouveau Variety Club Award du meilleur acteur mais aussi d'une nomination au Tony Award du meilleur acteur dans une pièce en 2000. Il incarne le cardinal Giovanni Benelli dans The Last Confession (en) de Roger Crane en 2007.
Au cinéma, il joue dans plusieurs films tels que Ultime Décision en 1996, Sunday en 1997 Meurtre parfait en 1998, Wing Commander en 1999, Espion mais pas trop ! et Foolproof en 2003, le film catastrophe La Grande Inondation en 2007, Braquage à l'anglaise en 2008, Act of God en 2009 et le biopic Effie en 2013.

### L'après Hercule Poirot
En 2014, il reprend le rôle du cardinal Giovanni Benelli dans The Last Confession (en) de Roger Crane lors d'une tournée à Toronto, Los Angeles et en Australie. En 2015, il interprète Lady Bracknell dans L'Importance d'être Constant d'Oscar Wilde au Vaudeville Theatre (en).

### Vie privée
En 1972, David Suchet rencontre Sheila Ferris dans une production de Dracula au Belgrade Theatre (en) à Coventry. Ils se marient en 1976 et ont deux enfants : un fils qui a été dans les Royal Marines, et une fille physiothérapeute,,,.
En 1990, à l'occasion de ses 44 ans, il est invité à déjeuner au palais de Buckingham en compagnie de la reine Élisabeth II et du duc d’Édimbourg. Au cours du repas, il se voit obligé de demander l'aide de ce dernier pour peler convenablement une mangue. Un clin d’œil à cette anecdote est présent dans l'épisode 'Christmas Pudding' de la série Hercule Poirot.
En 2002, il est nommé officier de l'ordre de l'Empire britannique (OBE) pour services rendus à l'art dramatique,. Le 31 décembre 2010, il est promu commandeur de l'ordre de l'Empire britannique (CBE),.
En 2020, Suchet est anobli et créé Knight Bachelor, pour services rendus au théâtre et aux œuvres de charité, dans la liste des honneurs à l'occasion de l'anniversaire de la reine.
Il est vice-président du « Lichfield (en) et Hatherton (en) Canals Trust » qui milite et réunit des fonds pour la restauration et la remise en eau de ces deux canaux. En novembre 2005, il est élu président de la « River Thames Alliance » (Tamise). David Suchet est membre du conseil d'administration de la London Academy of Music and Dramatic Art (LAMDA), il en a même été vice-président.

#### Conversion au christianisme
Élevé sans éducation religieuse, l'acteur se met à croire en Dieu plus tard, à l'âge adulte, après avoir lu le chapitre 8 de l'Épître aux Romains dans sa chambre d'hôtel ; peu de temps après, il est baptisé dans l'Église d'Angleterre (anglicane). En 2009, il décide de faire sa confirmation. Suchet a déclaré dans une interview avec Strand Magazine : « Je suis chrétien de foi. J'aime penser que cela me guide pendant une grande partie de ma vie. Je crois beaucoup aux principes du christianisme et aux principes de la plupart des religions, en fait - qu'il faut s'abandonner à un bien supérieur ». En 2012, Suchet a réalisé un documentaire pour la BBC sur son héros personnel, Paul de Tarse, pour découvrir ce qu'il était en tant qu'homme en retraçant son parcours d'évangélisation autour de la mer Méditerranée. Deux ans plus tard, il tournera un autre documentaire, cette fois sur l'apôtre Pierre.
Le 22 novembre 2012, il est nommé vice-président de la British and Foreign Bible Society. La nomination de David Suchet est accompagnée du Dr Paula Gooder comme nouveaux vice-présidents. Ils ont rejoint les vice-présidents existants : John Sentamu (archevêque de York), Vincent Nichols (archevêque de Westminster), Barry Morgan (archevêque de Galles), David F. Ford (professeur regius de théologie à Cambridge), Joel Edwards (directeur international de Micah Challenge) et Lord Alton de Liverpool. Après avoir fait ses adieux au rôle d'Hercule Poirot, Suchet a réalisé une ambition vieille de 27 ans : faire un enregistrement audio de la nouvelle version internationale de la Bible, qui a été publiée le 24 avril 2014.

#### Opinions politiques
En août 2014, Suchet était l'une des 200 personnalités publiques signataires d'une lettre au Guardian exprimant leur espoir que l'Écosse voterait pour rester dans le Royaume-Uni lors du référendum de septembre 2014 sur cette question.

## Théâtre
David Suchet a joué dans de nombreuses pièces de théâtre dont,,, :
- 1972 : Dracula
- 1973 - 1986 : Avec la Royal Shakespeare Company[2],[11] :
  - Troïlus et Cressida : Achille
  - La Tempête : Caliban
  - Roméo et Juliette : Mercutio et Tybalt
  - Comme il vous plaira : Orlando
  - Othello : Iago
  - Le Marchand de Venise : Shylock
  - Le Roi Lear : Le fou du roi
- 1993 : Oleanna de David Mamet (Royal Court Theatre, Londres)
- 1996 : Qui a peur de Virginia Woolf ? d'Edward Albee (Londres)
- 1999 - 2000 : Amadeus de Peter Shaffer : Antonio Salieri (Broadway, New York)
- 2007 : The Last Confession (en) de Roger Crane : Cardinal Giovanni Benelli (Londres)
- 2010 : Ils étaient tous mes fils d'Arthur Miller : Joe Keller (Londres)
- 2012 : Le Long Voyage vers la nuit d'Eugene O'Neill : James Tyrone (Londres)
- 2014 : The Last Confession de Roger Crane : Cardinal Giovanni Benelli (Tournée mondiale)
- 2015 : L'Importance d'être Constant d'Oscar Wilde, mise en scène Adrian Noble : Lady Bracknell (Vaudeville Theatre (en), Londres)[14]

## Filmographie

### Cinéma
- 1977 : The Quality Connection, court-métrage de Bert Wilkins : George
- 1978 : Wings of Ash : Pilot for a Dramatization of the Life of Antonin Artaud, court-métrage de Marcus Reichert
- 1980 : Schiele in Prison (en) de Mick Gold (en) : Gustav Klimt
- 1982 : Drôle de missionnaire de Richard Loncraine : Corbett
- 1983 : Meurtres à Malte (Trenchcoat) de Michael Tuchner : Inspecteur Stagnos
- 1984 : Greystoke, la légende de Tarzan de Hugh Hudson : Buller
- 1984 : La Petite Fille au tambour de George Roy Hill : Mesterbein
- 1985 : Le Jeu du faucon de John Schlesinger : Alex
- 1986 : Aigle de fer de Sidney J. Furie : Colonel Akir Nakesh, ministre de la Défense
- 1987 : Bigfoot et les Henderson de William Dear : Jacques Lafleur
- 1988 : Un monde à part de Chris Menges : Muller
- 1988 : Le Complot d'Agnieszka Holland : L'évêque
- 1989 : L'Île aux baleines de Clive Rees : Will
- 1993 : Der Fall Lucona de Jack Gold : Rudi Waltz
- 1994 : The Curious, court-métrage de Stephen Brown : Opticien
- 1996 : Ultime Décision de Stuart Baird : Nagi Hassan
- 1997 : Sunday de Jonathan Nossiter : Oliver / Matthew Delacorta
- 1998 : Meurtre parfait d'Andrew Davis : Mohamed Karaman
- 1999 : Wing Commander de Chris Roberts : Capitaine Jason Sansky
- 2000 : Sabotage! d'Esteban Ibarretxe et Jose Miguel Ibarretxe : Napoléon Ier
- 2003 : Espion mais pas trop ! d'Andrew Fleming : Jean-Pierre Thibodoux
- 2003 : Foolproof de William Phillips (en) : Leo Gillette
- 2007 : La Grande Inondation de Tony Mitchell (en) : Le vice-Premier ministre Campbell
- 2008 : Braquage à l'anglaise de Roger Donaldson : Lew Vogel
- 2009 : Act of God de Sean Faughnan et Ezna Sands : Dr Benjamin Cisco
- 2013 : Effie de Richard Laxton : M. Ruskin
- 2017 : American Assassin de Michael Cuesta : Director Stansfield

### Télévision

#### Téléfilms
- 1980 : Le Conte de deux cités (en) (A Tale of Two Cities) de Jim Goddard (en) : John Barsad
- 1982 : Le Bossu de Notre-Dame (The Hunchback of Notre Dame) de Michael Tuchner : Clopin Trouillefou
- 1983 : The Last Day de Richard Stroud : Howard
- 1983 : Red Monarch (en) de Jack Gold : Lavrenti Beria
- 1983 : Being Normal de Peter Smith : Bill
- 1985 : Goulag (en) (Gulag) de Roger Young : Matvei
- 1985 : A Song for Europe de John Goldschmidt (en) : Steve Dyer
- 1985 : Le Couteau sur la nuque de Lou Antonio : Inspecteur Japp
- 1986 : Stress de Barry Davis
- 1986 : Murrow (en) de Jack Gold : William L. Shirer
- 1987 : L'Impossible Alibi de Roger Spottiswoode : Jonathan Gault
- 1987 : Cause célèbre de John Gorrie : T.J. O'Connor
- 1988 : Once in a Life Time de Robin Midgley (en) : Herman Glogauer
- 1995 : La Bible: Moïse (Moses) de Roger Young : Aaron
- 1995 : Cruel Train de Malcolm McKay : Ruben Roberts
- 1996 : Deadly Voyage de John Mackenzie : Vlachos
- 1997 : Solomon de Roger Young : Joab
- 1999 : RKO 281 : La Bataille de Citizen Kane de Benjamin Ross : Louis B. Mayer
- 2001 : Victoria and Albert de John Erman : Baron Christian Friedrich von Stockmar
- 2002 : Get Carman: The Trials of George Carman QC de Colin Barr : George Carman QC
- 2002 : En direct de Bagdad de Mick Jackson : Naji Al-Hadithi
- 2003 : Henry VIII (en) de Pete Travis : Cardinal Thomas Wolsey
- 2004 : Winnie, un ourson de légende (A Bear Named Winnie) de John Kent Harrison : Général Hallholland
- 2006 : Dracula de Bill Eagles (en) : Abraham Van Helsing
- 2007 : Maxwell (en) de Colin Barr : Robert Maxwell
- 2009 : Diverted (en) d'Alex Chapple (en) : Samuel Stearn

#### Séries télévisées
- 1966 : Jackanory (en) (2 épisodes)
- 1970 : The Mating Machine : Henry (1 épisode)
- 1971 : Public Eye (en)  : Martin Kulman (1 épisode)
- 1973 : Poigne de fer et séduction : Détective / Léo (2 épisodes)
- 1978 : Les Professionnels : Krivas (1 épisode)
- 1980 : Oppenheimer (en) (mini-série) : Edward Teller
- 1981 : Play for Today : Reger (1 épisode)
- 1983 : Reilly, Ace of Spies (en) (mini-série) : Inspecteur Tsientsin (1 épisode)
- 1984 : Master of the Game (mini-série) : André d'Usseau
- 1984 : Freud (en) (mini-série) : Dr Sigmund Freud
- 1984 : Oxbridge Blues (en) : Colin (2 épisodes)
- 1985 : Blott on the Landscape (en) (mini-série) : Blott
- 1985 : Mussolini: The Untold Story (en) (mini-série) : Dino Grandi
- 1986 : King & Castle : Devas (1 épisode)
- 1988 : Bizarre, bizarre : Yves Drouard (1 épisode)
- 1989 : 4 Play : Carver (1 épisode)
- 1989 - 2013 : Hercule Poirot : Hercule Poirot
- 1990 : The Play on One : Joe (1 épisode)
- 1990 : Theatre Night (en) : William Shakespeare (1 épisode)
- 1992 : Science Fiction : Roger Altounyan (1 épisode)
- 1992 : The Secret Agent (mini-série) : Alfred Verloc
- 1998 : Seesaw (mini-série) : Morris Price
- 2001 - 2002 : NCS: Manhunt (en) : DI John Borne
- 2001 : Murder in Mind (en) : Edward Palmer (1 épisode)
- 2001 : The Way We Live Now (en) (mini-série) : Augustus Melmotte
- 2010 : Timbré (mini-série) : Jeanlon Sylvère
- 2011 : Hidden (en) (mini-série) : Sir Nigel Fountain
- 2011 : De grandes espérances (mini-série) : Jaggers
- 2012 : The Hollow Crown (mini-série) : Duc d'York (1 épisode)
- 2014 : Sur les pas de.... (série documentaire) : Le présentateur des documentaires (4 épisodes)
- 2017 :  Doctor Who (1 épisode : Toc, Toc)
- 2017 : Capitaine Marleau (1 épisode : Sang et lumière) : Herbert White
- 2018 : Press (série télévisée) (mini-série) : George Emmerson

### Doublage
- 1990 : Long Ago and Far Away (série télévisée) : Le narrateur (épisode The Fool of the World and the Flying Ship (en))
- 1997 : The Phoenix and the Carpet (mini-série) : Le phénix
- 2002 : Pinocchio de Roberto Benigni : Geppetto / Juge / Narrateur
- 2006 : Souris City, film d'animation de David Bowers et Sam Fell : Le père de Rita
- 2006 : Arthur et les Minimoys, film d'animation de Luc Besson : Le narrateur
- 2006 : Agatha Christie : Le Crime de l'Orient Express, jeu vidéo : Hercule Poirot
- 2010 : Ten Glorious Seconds, court métrage de Simon Pitts : Albert
- 2013 : The Book of John de Luke Bradford : Narrateur
- 2019-2022 : His Dark Materials : À la croisée des mondes : Kaisa, le dæmon de Serafina Pekkala

## Distinctions

### Récompenses
- Royal Television Society Awards 1986 : Meilleur acteur pour A Song for Europe Blott on the Landscape (en) et Freud (en)
- Royal Television Society Awards 2002 : Meilleur acteur pour The Way We Live Now (en)
- Broadcasting Press Guild Awards 2002 : Meilleur acteur pour The Way We Live Now (en)
- Broadcasting Press Guild Awards 2008 : Meilleur acteur pour Maxwell (en)
- International Emmy Awards 2008 : Meilleur acteur pour Maxwell (en)
- Online Film Critics Society Awards 2015 : Meilleur acteur dans un téléfilm ou une mini-série pour Hercule Poirot

### Nominations
- British Academy Film Awards 1989 : Meilleur acteur dans un second rôle pour Un monde à part
- British Academy Television Awards 1991 : Meilleur acteur pour Hercule Poirot
- Tony Awards 2000 : Meilleur acteur dans une pièce pour Amadeus
- British Academy Television Awards 2002 : Meilleur acteur pour The Way We Live Now (en)
- Satellite Awards 2010 : Meilleur acteur dans une mini-série ou un téléfilm pour Hercule Poirot
- Satellite Awards 2014 : Meilleur acteur dans une mini-série ou un téléfilm pour Hercule Poirot